# Zofia Bielczyk
Zofia Bielczyk, z d. Filip (ur. 22 września 1958 w Warszawie) – polska lekkoatletka płotkarka, dwukrotna halowa mistrzyni Europy (1980 w biegu na 60 m przez płotki, 1981 w biegu na 50 m przez płotki, olimpijka z Moskwy (1980), rekordzistka świata w biegu na 50 m przez płotki i 60 m przez płotki, wicemistrzyni Europy juniorek (1975) w sztafecie 4 × 100 m, wielokrotna mistrzyni Polski.

## Kariera sportowa
Była zawodniczką Polonii Warszawa (1971-1981).

### Igrzyska olimpijskie
W 1980 wystąpiła na igrzyskach olimpijskich w Moskwie, gdzie zajęła 8. miejsce w finale biegu na 100 m przez płotki, z czasem 13,08 oraz 7. miejsce w sztafecie 4 × 100 m, z czasem 43,59 (z Lucyną Langer, Elżbietą Stachurską i Grażyną Rabsztyn).

### Mistrzostwa Europy
W 1978 wystąpiła na mistrzostwach Europy w Pradze, gdzie zajęła 5. miejsce w sztafecie 4 × 100 m, z czasem 43,83 (z Grażyną Rabsztyn, Jolantą Stalmach i Ireną Szewińską), a w biegu na 200 m odpadła w półfinale, z wynikiem 23,41 (w biegu eliminacyjnym poprawiła rekord życiowy, wynikiem 23,40).

### Halowe mistrzostwa Europy
Czterokrotnie startowała na mistrzostwach Europy, zdobywając dwa złote i jeden srebrny medal. W 1977 zdobyła srebrny medal w biegu na 60 m przez płotki, z czasem 8,34 w 1978 była piąta na tym samym dystansie, z czasem 8,26 (tytuł wicemistrzowski w tym biegu zdobyła Grażyna Rabsztyn). W 1980 zdobyła złoty medal w biegu na 60 m przez płotki, bijąc rekord świata, wynikiem 7,77 (drugie miejsce w tym biegu zajęła Grażyna Rabsztyn). W 1981 wygrała bieg na 50 m przez płotki, wyrównując rekord świata wynikiem 6,74. Ponadto w 1980 startowała także w biegu na 60 m, zajmując w finale 4. miejsce z czasem 7,34 (w półfinale pobiła rekord życiowy wynikiem 7,29).

### Puchar Europy
W 1979 wystąpiła w zawodach Pucharu Europy, w zawodach półfinałowych i finale A (w obu startach w sztafecie 4 × 100 m, zajmując odpowiednio miejsce drugie i szóste).

### Mistrzostwa Europy juniorek
W 1975 wystąpiła na mistrzostwach Europy juniorek, zdobywając srebrny medal w sztafecie 4 × 100 m (z Elżbietą Stachurską, Barbarą Miką i Ewą Witkowską oraz zajmując 5. miejsce w biegu na 100 m.

### Mistrzostwa Polski
Na mistrzostwach Polski seniorek na otwartym stadionie zdobyła pięć złotych medali, w tym cztery złote i jeden srebrny. W 1974 i 1975 wygrywała w sztafecie 4 × 100 m, w 1980 w biegu na 100 m i biegu na 200 m. W 1978 została wicemistrzynią w biegu na 100 m przez płotki.
Na halowych mistrzostwach Polski seniorek zdobyła cztery złote, trzy srebrne i jeden brązowy medal. W 1979, 1980 i 1981 wygrywała na 60 m, w 1981 na 60 m przez płotki. Na tym ostatnim dystansie zdobyła także trzy srebrne medale (1977, 1978, 1980) i jeden medal brązowy (1979).

### Rekordy
1 marca 1980, w finale halowych mistrzostw Europy, poprawiła wynikiem 7,77 halowy rekord świata w biegu na 60 m przez płotki, wynoszący 7,84 i należący od 16 lutego tego roku do Grażyny Rabsztyn. Rekord ten poprawiła następnie w dniu 5 marca 1983 Bettine Jahn, uzyskując wynik 7,75.
21 lutego 1981, w finale halowych mistrzostw Europy, wyrównała wynikiem 6,74 halowy rekord świata w biegu na 50 m przez płotki, należący od 4 lutego 1973 do Annelie Ehrhardt. Rekord ten poprawiła 26 stycznia 1986 Cornelia Oschkenat, uzyskując wynik 6,73.
W 1979 i 1980 klasyfikowana w 1. dziesiątce najlepszych płotkarek na listach światowych (1979 – 3 m. z wynikiem 12,63 (za Grażyną Rabsztyn i Lucyną Langer, 1980 – 6 m. z wynikiem 12,66).
Jej rekord świata na 50 m przez płotki pozostaje aktualnym rekordem Polski (rekord Polski na 50 m przez płotki należał od 11 lutego 1979 do Danuty Perki i wynosił 6,76). Jej rekord Polski w biegu na 60 m przez płotki przetrwał do 23 marca 2025; podczas halowych mistrzostw świata w Nankinie Pia Skrzyszowska pobiła jej czas o 0,03 sekundy.
Inne rekordy życiowe: bieg na 100 m – 11,44 (17.05.1980), bieg na 200 m – 23,40 (31.07.1978 – w biegu eliminacyjnym mistrzostw Europy), bieg na 100 m przez płotki – 12,63 (18.06.1979  jest czwartą Polką w tabeli najlepszych wyników, po Grażynie Rabsztyn, Lucynie Langer-Kałek i Skrzyszowskiej), bieg na 60 m (hala) – 7,29 (2 marca 1980 – w półfinale halowych mistrzostw Europy).

### Życie prywatne
Jest absolwentką Akademii Wychowania Fizycznego w Warszawie, żoną olimpijczyka Piotra Bielczyka, matką olimpijczyka Michała Bielczyka.